# Iulia (Tochter Agrippas)

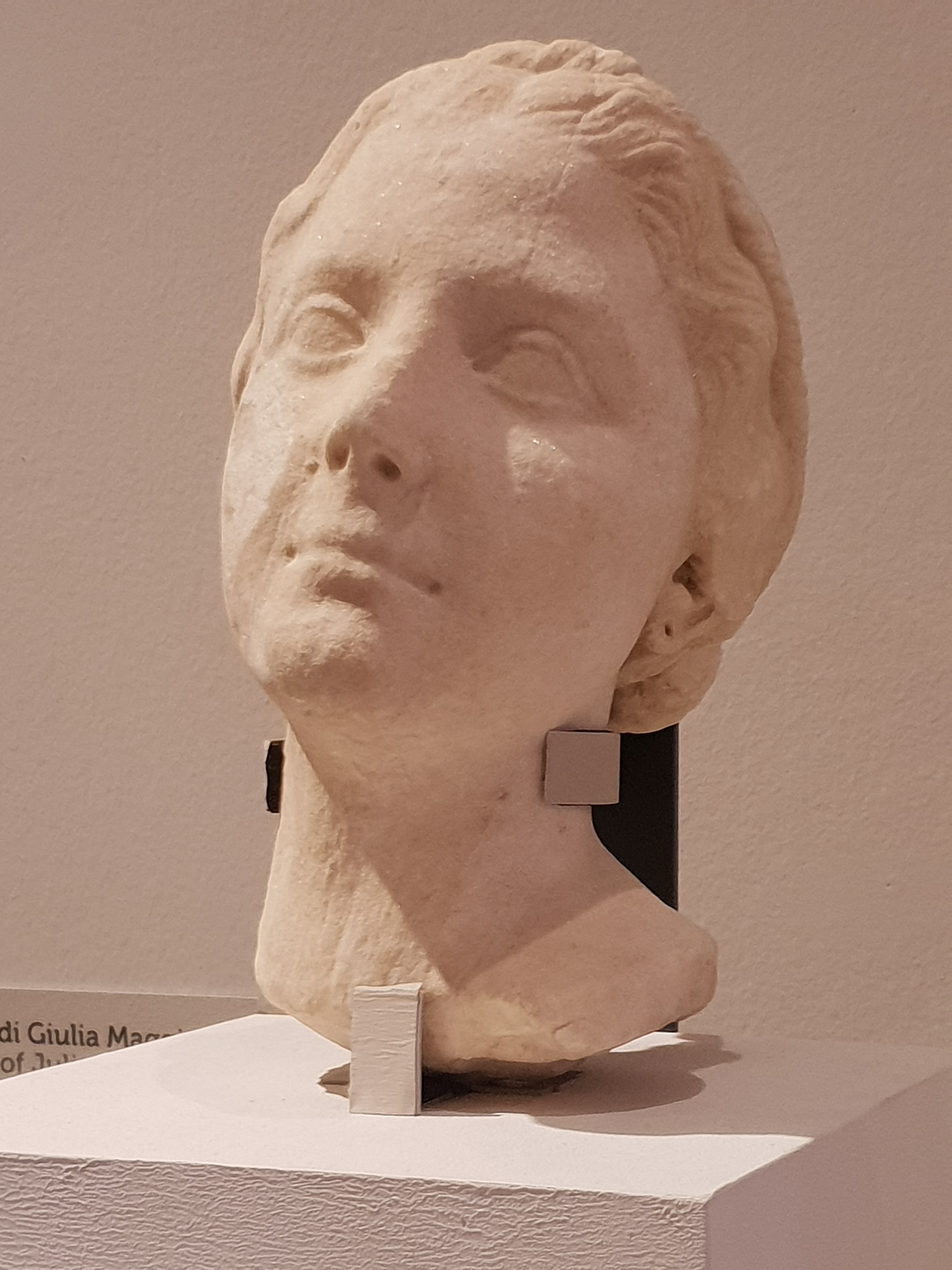
Antike römische Büste von Vipsania Julia Agrippina

Iulia (eigentlich Vipsania Julia Agrippina; zur Unterscheidung von ihrer Mutter Iulia minor genannt) (* 19/18 v. Chr.; † 28 n. Chr.) war eine Tochter Agrippas und Iulias, der Tochter des römischen Kaisers Augustus.
Iulia wuchs mit ihrer Schwester Agrippina bei ihrer Stiefgroßmutter Livia Drusilla auf. Im Jahr 4 v. Chr. wurde sie mit ihrem Cousin Lucius Aemilius Paullus (Augustus’ erste Frau Scribonia war ihrer beider Großmutter) verheiratet. Mit ihm hatte sie eine Tochter, Aemilia Lepida, die mit dem späteren Kaiser Claudius verlobt wurde.
Im Jahr 8 n. Chr. wurde Iulia – wie schon ihre Mutter und ihr Bruder Agrippa Postumus vor ihr – verbannt, angeblich wegen ihres Lebensstils. Laut Tacitus hatte sie eine Affäre mit Decimus Iunius Silanus, dem Bruder des Marcus Iunius Silanus. Gelegentlich vermutet man, dass der Dichter Ovid, der im gleichen Jahr ebenfalls verbannt wurde, in die Affäre verwickelt war. Die Verlobung der Tochter mit Claudius wurde aufgelöst. Moderne Historiker vermuten, dass Iulias Verbannung ihre Ursache eher in ihrer Beteiligung an der Verschwörung ihres Ehemannes gegen Augustus hatte. Ein Kind, das sie in der Verbannung gebar, durfte gemäß dem Verbot des Augustus nicht anerkannt oder aufgezogen werden. Iulia starb an ihrem Verbannungsort auf den Tremiti-Inseln. Ihre Tochter heiratete Marcus Iunius Silanus Torquatus, einen Verwandten des Decimus Iunius Silanus. Ihre sämtlichen Nachkommen wurden von Agrippina der Jüngeren ermordet.